# 学校法人塚原学園 (長野県)
学校法人塚原学園（がっこうほうじんつかはらがくえん）とは、かつて長野県松本市に存在した学校法人。
過去には塚原天竜高等学校（下伊那郡松川町）を運営していたが、社会医療法人清恵会を経由して長野県立に移管され長野県松川高等学校に校名変更した。また、塚原青雲高等学校（松本市）も生徒が減り、2005年に学校法人創造学園へ譲渡されて創造学園大学附属高等学校となった。現在は松本国際中学校・高等学校となっている。